# Paralastor subpunctatulus
Paralastor subpunctatulus är en stekelart som beskrevs av Perkins 1914. Paralastor subpunctatulus ingår i släktet Paralastor och familjen Eumenidae. Inga underarter finns listade i Catalogue of Life.